# Methaanterminal
Een methaanterminal is een terminal waar schepen worden afgehandeld die methaan vervoeren onder vloeibare vorm. Deze schepen staan beter bekend als lng-schepen.
De methaanterminal in België bevindt zich in de haven van Zeebrugge en wordt beheerd door Fluxys. De terminal is het resultaat van een initiatief van de Belgische overheid in de jaren tachtig. Op het moment heeft de terminal een goede reputatie in Europa.
Naast het vervoer van methaan door middel van schepen is er ook het vervoer via pijpleidingen. Deze liggen op de bodem van de zee en verbinden verschillende productiesites in zee met de methaanterminals op het vasteland.